# Steve Bannon
Stephen Kevin "Steve" Bannon (født 27. november 1953 i Norfolk, Virginia) er en amerikansk politisk aktivist, der var præsident Donald Trumps toprådgiver i Det Hvide Hus og en overgang fra januar til april 2017 medlem af USA's nationale sikkerhedsråd. Bannon stoppede som chefstrateg for Trump efter bl.a. at have modsagt præsidenten vedrørende en eventuel militær konflikt med Nordkorea.
Bannon stod i spidsen for Trumps valgkampagne op til præsidentvalget 8. november 2016. Indtil da var han leder af det højreorienterede nyhedsmedie Breitbart News.